# Giovanni Niccolò Servandoni

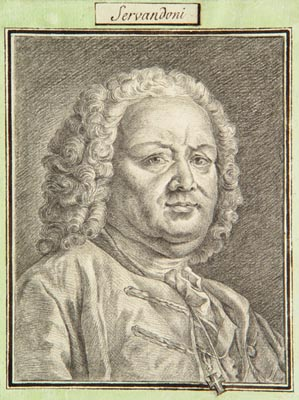
Giovanni Niccolò Servandoni

Giovanni Niccolò Servandoni, más néven Jean-Nicolas Servando vagy Jean-Nicolas Servandon (Toszkánai Nagyhercegség, Firenze, 1695. május 2. – Franciaország, Párizs, 1776. január 19.) - építész, díszlettervező, látványtervező.

## Élete

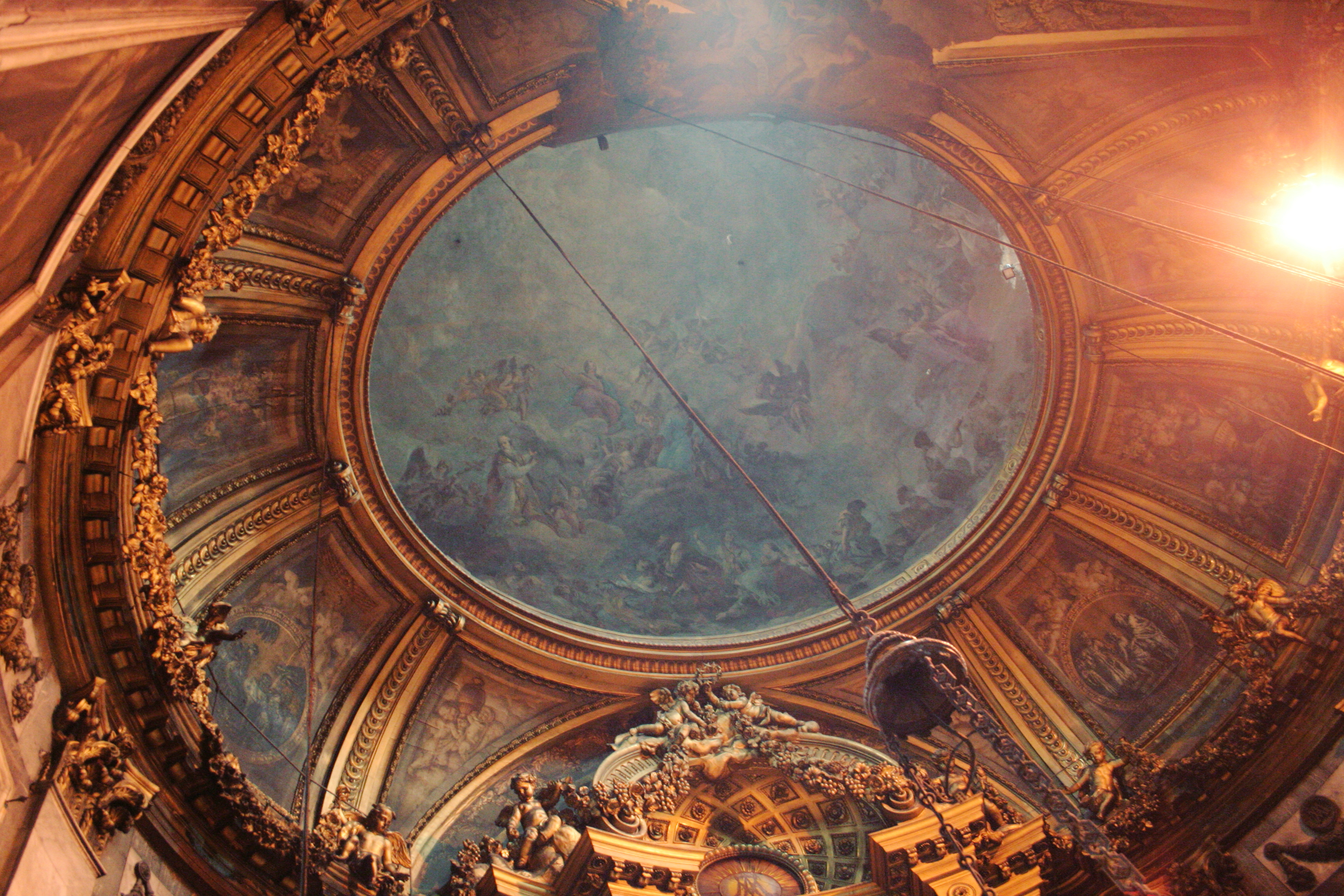
A Szent Szulpicius-templom kupolája, Párizs

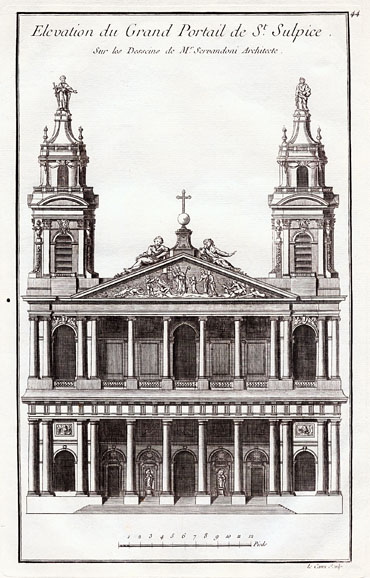
A Szent Szulpicius-templom homlokzata, Párizs

Itáliai anya és francia apa gyermekeként az itáliai Firenzében született 1695. május 2-án Rómában szerezte képesítését Giovanni Paolo Panini festő  és  Giuseppe Rossi építész tanítványaként.
1691-1765 között Giovanni Paolo Panini műhelyében tanult, akinek zseniális festészete adta későbbi művészete alapját, mint diák itt sajátította el a perspektíva és az építészet alapjait.
1724-ben Párizsban telepedett le, de Európa több nagyvárosában, így 1749-ben Londonban, 1760-ban pedig Bécsben is dolgozott. 1732-ben az ő  munkája volt a proto-neoklasszikus terv szerint épült Szent Szulpicius-templom kupolája és homlokzata Párizsban.
1728-ban az Académie Royale de Musique-ban fő festőnek és designernek nevezték ki.
Servandoni munkássága forradalmasította a színházat. Az Académie Royale de Musique-ot elhagyva egy újfajta színház kísérleteibe fogott. Bonyolult élénk színű fényjátékokat; csillogó víz, gomolygó felhők, és tűzijátékok között folyton változó jelenetekkel, amelyekben a nézőtéren elhaladó hajók és repülő szekerek elkápráztatták a közönséget. Ezek a színházi újítások széles körben népszerűvé váltak Európa nagyobb színházaiban is. Servandoni például két évig tervezte Drezda csodálatos operaházának pazar produkcióit. Őt bízták meg a meg a fényes királyi ünnepségek eseményeinek megtervezésével és végrehajtásával is; tűzijáték XV. Lajos legidősebb lányának Lujza Erzsébetnek és Fülöp spanyol infánsnak az esküvőjén, stb.
1776 január 19-én Párizsban, 81 évesen érte a halál.

## Fontosabb művei
- Saint-Sulpice-templom, homlokzat, Párizs, 1732–1745.
- Baldachin a Karthauzi Szent Brúnó-templomban Lyon, 1736.
- Egmont-palota, Brüsszel neoklasszikus stílusú része.
- Átalakítások: Château de Condé, Jean-François de La Faye Leriget.
- Château de Gennevilliers a Marshal Richelieu, 1746.